# Cyklooxygenáza

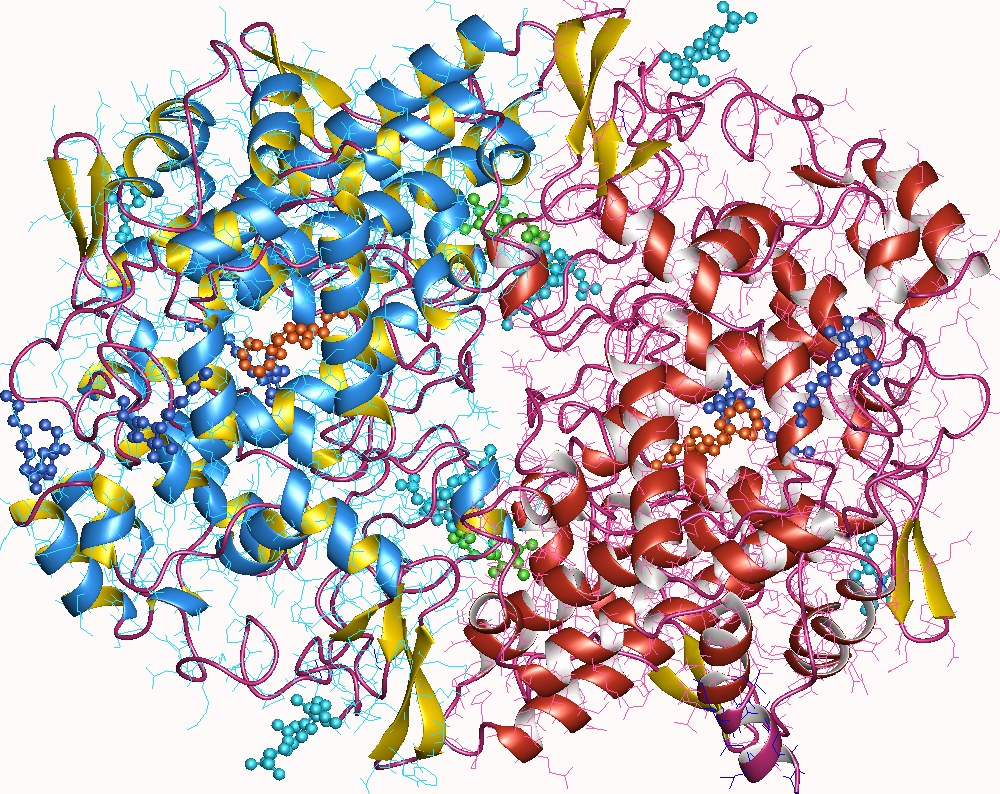
Myší COX-2, dimer

Cyklooxygenáza (COX) je enzym, který zajišťuje přeměnu kyseliny arachidonové na prostaglandiny a tromboxany. V organismu se vyskytuje ve třech formách – COX-1 (také PGH syntáza 1), COX-2 (PGH syntáza 2) a COX-3.

## COX-1
Tato forma je nazývána také konstitutivní, a to proto, že je stabilně v organismu přítomna. Její funkcí je syntéza prostaglandinů, které zajišťují fyziologické funkce (především ochranu žaludeční sliznice).

## COX-2
Tato forma je naproti tomu inducibilní. Její koncentrace stoupají na základě působení zánětlivých faktorů. Katalyzuje tvorbu prostaglandinů jako odpověď na zánět a tím napomáhá k rozvoji zánětu, bolestivým vjemům a zvýšení teploty.

## Inhibitory COX
V klinické praxi se používá řada léčiv, která působí proti COX a tím zmírňují rozvoj zánětu, bolestivost a snižují teplotu. Inhibitory se dělí podle afinity k typům COX
- neselektivní – ibuprofen, kyselina acetylsalicylová
- preferenční pro COX-2 – mají až 10x vyšší afinitu k COX-2 než ke COX-1 - nimesulid, meloxikam, paracetamol
- selektivní pro COX–2 – koxiby, COX-1 vůbec neovlivňují – celekoxib, rofekoxib, kurkumin[1]